# Theodor Uppman
Theodor Uppman (San José, California, 12 de enero de 1920 - 17 de marzo de 2005) fue un barítono estadounidense que alcanzó fama internacional como Billy Budd de Benjamin Britten en su estreno mundial de 1951.
De ascendencia sueca, el californiano estudió en el  Curtis Institute of Music de Filadelfia. Debutó en 1941 y en ópera en 1947 como  Pelléas en Pelléas et Mélisande, con Pierre Monteux, y Maggie Teyte como Mélisande, papel con le que debutó en el Metropolitan Opera en 1953.
En 1951 fue buscado como reemplazo de Geraint Evans en el estreno de Billy Budd en el Covent Garden.  Britten dirigió y tuvieron 17 telones de ovación. 
Uppman cantó 395 funciones en 24 temporadas del  Metropolitan, especialmente como Masetto en Don Giovanni y Papageno en La flauta mágica. Como Sharpless de Madama Butterfly, se despidió en 1978, regresó en  1983 en Ginebra para Muerte en Venecia (ópera) de Britten.
Creó varios papeles en los estrenos de Passion of Jonathan Wade, Yerma de Heitor Villa-Lobos y de Leonard Bernstein, A Quiet Place.
Enseñó luego en Mannes College y en Manhattan School of Music hasta su muerte.
En 1943 se casó con Jean Seward y tuvo dos hijos.